# Мокшешув
Мокшешув (пол. Mokrzeszów, нім. Kunzendorf) — село в Польщі, у гміні Свідниця Свідницького повіту Нижньосілезького воєводства.
Населення — 1123 особи (2011).
У 1975-1998 роках село належало до Валбжиського воєводства.

## Демографія
Демографічна структура станом на 31 березня 2011 року:
|          | Загалом | Допрацездатний вік | Працездатний вік | Постпрацездатний вік |
| -------- | ------- | ------------------ | ---------------- | -------------------- |
| Чоловіки | 553     | 107                | 401              | 45                   |
| Жінки    | 570     | 123                | 337              | 110                  |
| Разом    | 1123    | 230                | 738              | 155                  |